# 호프만두발가락나무늘보
호프만두발가락나무늘보는 중남미에 사는 두발가락 나무늘보의 한 종류이다. 교목성, 야행성이며 암컷은 무리지어 살지만 수컷은 혼자 살기 좋아한다. 낙엽수로 이루어진 울창한 숲에서 주로 서식한다. 남북으로는 니카라과에서 페루까지 분포하며 동서로는 페루로부터 브라질까지 분포한다. 몸무게는 5.5~7kg까지 나가며 몸길이는 약 60cm 정도이다. 이 동물의 이름은 박물학자인 카를 호프만의 이름을 따서 지어졌다.
호프만두발가락나무늘보의 특이한 행동은 가끔 머리를 흔들기도 한다는 것이다. 그리고 또 다른 특이한 행동은, 입을 열때마다 침을 뱉는다는 것이다. 또 신기한 점은 다른 동물의 기준에서 치명상을 입어도 웬만큼 잘 버틴다는 것이다.
호프만두발가락나무늘보의 임신기간은 11.5달이며, 4살이 되면 완전히 성숙해진다.
호프만두발가락나무늘보는 보통 나뭇잎을 먹고 살며 입술로 잎을 뜯고 아나멜질이 없는 송곳같은 이빨로 씹어 삼킨다. 보통 이는 살면서 계속 자란다. 이들은 위에 두 방이 있고, 섬유질을 소화시키는 것을 돕는 박테리아가 배 속에 산다. 한 끼를 소화시키는 데 거의 한달이 걸리며, 거의 몸무게의 60%는 소화되는 나뭇잎이 차지한다.
천적은 재규어, 퓨마, 오셀롯, 부채머리수리, 아나콘다 다.